# 横海军节度使
横海军节度使，又称沧景节度使。
725年设置横海军使，784年，设横海军副大使。唐德宗贞元三年（787年）设置节度使，治所在沧州（今河北省沧县东南），下辖沧州、景州。819年开始长期管辖沧州、景州、德州、棣州，相当于今天津市马厂减河以南，大运河以东，山东省京沪铁路以东，黄河以北和博兴县北部地区。被程怀直、程怀信、程执恭、李全略割据。821年，德州、棣州另设观察使，撤销景州。822年，改为节度使。太和三年（829年）废除，不久恢复，下辖沧州、景州、德州、齐州。太和五年（831年）改为义昌军，撤销景州。868年，齐州归天平军。892年，恢复景州。乾宁五年（898年）合并到幽州。五代复为横海军，宋代废除。

## 历代節度使
- 程日华（784年—788年）
- 李运（786年，遥领）
- 程怀直（788年—795年）
- 李谅（795年，遥领）
- 程怀信（795年—805年）
- 程执恭（805年—818年）
- 郑权（818年）
- 乌重胤（818年—821年）
- 杜叔良（821年—822年）
- 李光颜（822年）
- 李全略（822年—826年）
- 李同捷（826年—829年）
- 乌重胤（827年，未任）
- 李寰（827年—828年，未任）
- 傅良弼（828年，赴任途中卒）
- 李祐（828年—？）
- 傅毅（829年）
- 殷侑（829年—832年）
- 李彦佐（832年—838年）
- 刘约（838年—844年）
- 李琢（849年—855年）
- 杜中立（855年—860年）
- 浑侃（861年—864年）
- 卢简方（864年—869年）
- 荆从皋（869年—870年）
- 卢简方（870年—872年）
- 郑汉卿（872年—874年）
- 成君赏（乾符年间）
- 杨全玫（？年—885年）
- 王铎（884年，途中被杀）
- 卢彦威（885年—898年，890年受任）
- 曹诚（885年—890年，未任）
- 刘守文（898年—909年）
- 刘延祚（909年）
- 刘继威（909年—912年）
- 刘守光（910年—911年）
- 张万进（912年—913年）
- 刘守奇（913年）
- 戴思远（913年—916年）
- 李存审（916年—923年）
- 李嗣源（923年）
- 符习（923年—924年）
- 李绍斌（924年—925年）
- 安元信（925年—926年）
- 王景戡（926年）
- 赵在礼（926年—927年）
- 安审通（927年—928年）
- 李从敏（928年—929年）
- 张虔钊（929年—930年）
- 孔循（930年—931年）
- 卢质（931年—933年）
- 李金全（933年—935年）
- 马全节（935年—939年）
- 安叔千（939年—940年）
- 王廷允（942年—944年）
- 田武（944年—945年）
- 王景（945年—951年）
- 潘聿然（947年）
- 李晖（951年—955年）
- 袁峨（955年—959年）
- 陈思让（959年）
- 李万全（960年—967年）
- 张美（967年—976年）

另有节度使夏侯义，任期待考。